# Коси Агаса
Коси Агаса е френско-тогоански бивш професионален футболист, който е играл като вратар. Той прекарва по-голямата част от клубната си кариера във Франция. Между 1999 и 2017 г. той има 74 официални мача във ФИФА за националния отбор на Того.
След като е играл за „Падаща звезда на Ломе“ в Того и Aфрика Спорц в Кот д'Ивоар, той се премества във френския клуб ФК Мец през 2002 г., където остава до 2006 г. През 2006 г. той участва на Световното първенство по футбол с екипа на Того. След едногодишен престой в испанския клуб ФК Еркулес, той се присъединява към Стад дьо Реймс през 2008 г., където натрупва 167 мача в лигата по време на осемгодишен престой, прекъснат от заем на ФК Истър през сезон 2009/10. Прекратява кариерата си след един сезон в Гранвил, където не изиграва нито един мач.
През 2013 г. той участва във всички мачове на Купата на африканските нации през 2013 г., а отборът му достига четвъртфиналите.